# Ollie Tipton
Oliver Tipton hoặc Ollie Tipton (sinh ngày 22 tháng 9 năm 2003) là một cầu thủ bóng đá người Anh hiện đang chơi ở vị trí trung vệ cho câu lạc bộ Wolverhampton Wanderers.

## Sự nghiệp
Gia nhập lò đào tạo của Wolves từ khi mới 11 tuổi, Tipton có lần đầu kí vào bản hợp đồng chuyên nghiệp đầu tiên với Wolves vào năm 2020.  Tháng 3 năm 2023, Tipton gia hạn hợp đồng với Wolves đến năm 2025. 